# Torneo de las Cuatro Naciones 1883
El Torneo de las Cuatro Naciones de rugby 1883 es la primera edición de lo que actualmente se conoce como el Torneo de las Seis Naciones. 
En esta primera edición el equipo de Inglaterra se alza con la victoria y a su vez consigue la primera Triple Corona. Por otro lado el partido Irlanda-Gales no llega a disputarse.

## Clasificación
| Nación     | PJ | PG | PE | PP | PF | PC | Pts |
| ---------- | -- | -- | -- | -- | -- | -- | --- |
| Inglaterra | 3  | 3  | 0  | 0  | 18 | 2  | 6   |
| Escocia    | 3  | 2  | 0  | 1  | 14 | 5  | 4   |
| Irlanda    | 2  | 0  | 0  | 2  | 1  | 10 | 0   |
| Gales      | 2  | 0  | 0  | 2  | 3  | 19 | 0   |

## Partidos
| 16 de diciembre de 1882 en Swansea | Gales      | 0 - 10 | Inglaterra |
| 8 de enero de 1883 en Edimburgo    | Escocia    | 9 - 3  | Gales      |
| 5 de febrero de 1883 en Mánchester | Inglaterra | 6 - 1  | Irlanda    |
| 17 de febrero de 1883 en Belfast   | Irlanda    | 0 - 4  | Escocia    |
| 3 de marzo de 1883 en Edimburgo    | Escocia    | 1 - 2  | Inglaterra |

## Premios especiales
- Triple Corona:  Inglaterra
- Copa Calcuta:  Inglaterra